# Ramliyeh
Ramliyeh (tiếng Ả Rập: الرملية) là một ngôi làng Syria nằm ở Bidama Nahiyah thuộc huyện Jisr al-Shughur, Idlib. Theo Cục Thống kê Trung ương Syria (CBS), Ramliyeh có dân số 155 trong cuộc điều tra dân số năm 2004.